# Campanulales
Ordre
Classification APG II (2003)
Classification APG III (2009)
L'ordre des Campanulales regroupe des plantes dicotylédones.
En classification classique de Cronquist (1981) il comporte 7 familles :
- famille Brunoniaceae Dumort.
- famille Campanulaceae
- famille Donatiaceae
- famille Goodeniaceae
- famille Pentaphragmataceae J. Agardh
- famille Sphenocleaceae
- famille Stylidiaceae

En classification phylogénétique APG II (2003) et en classification phylogénétique APG III (2009) cet ordre n'existe pas : la plupart de ses familles sont placées dans l'ordre des Asterales. Les Brunoniacées sont incluses dans les Goodéniacées. Les Sphénocléacées sont incluses dans l'ordre des Solanales.